# Afrofuturyzm

Afrofuturyzm w komiksach

Afrofuturyzm – estetyka kulturowa, filozofia nauki i historia, która bada przecięcie się kultur Afryki z nauką i technologią.

## Opis
Afrofuturyzm zajmuje się tematami i problemami diaspory afrykańskiej poprzez technokulturę i literaturę spekulatywną, obejmując szereg mediów i artystów zainteresowanych snuciem wizji przyszłości wynikających z doświadczeń afrodiaspory. Chociaż afrofuturyzm jest najczęściej kojarzony z science fiction, może on również obejmować inne gatunki takie, jak fantasy, historia alternatywna i magiczny realizm, można go również znaleźć w muzyce.
Termin ten został wymyślony przez amerykańskiego krytyka kulturowego Marka Dery'ego w 1993 roku i został zbadany pod koniec lat 90. XX wieku podczas rozmów prowadzonych przez Alondrę Nelson.
Ytasha L. Womack, autorka książki Afrofuturism: The World of Black Sci-Fi and Fantasy Culture, definiuje go jako „przecięcie wyobraźni, technologii, przyszłości i wyzwolenia".  Następnie cytuje kuratorkę Ingrid LaFleur, która definiuje go jako „sposób wyobrażania sobie możliwych przyszłości przez pryzmat czarnej kultury".  Kathy Brown parafrazując pracę Bennetta Capersa z 2019 roku stwierdza, że afrofuturyzm dotyczy „myślenia przyszłościowego i przeszłościowego, przy jednoczesnym posiadaniu bolesnej przeszłości, bolesnej teraźniejszości, ale wciąż patrząc w przyszłość z nadzieją na rozwój". Inni twierdzili, że gatunek ten jest  „płynny i plastyczny", łącząc technologię, kulturę afrykańską i „inne wpływy".

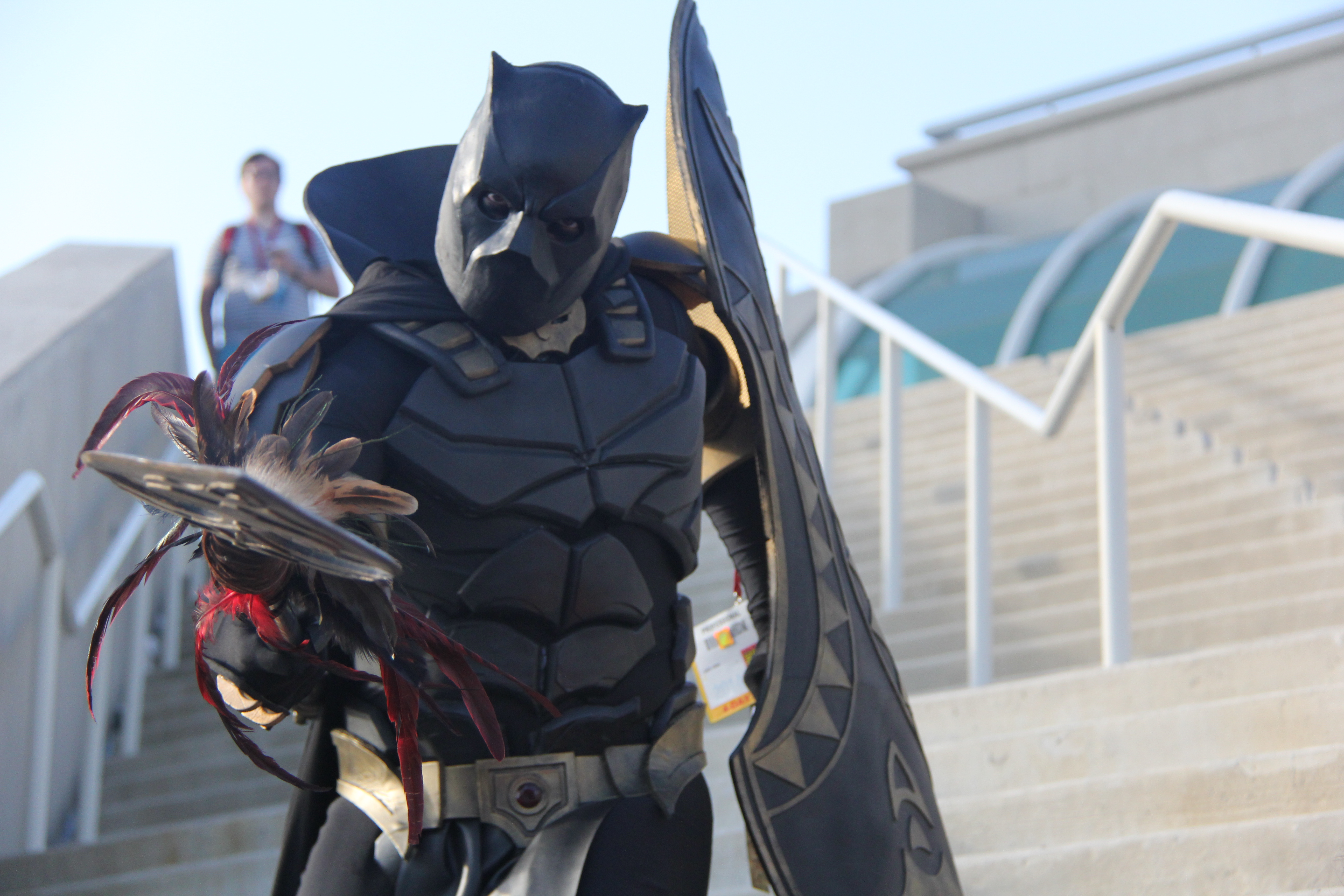
Superbohater komiksów Marvela – Czarna Pantera

Najważniejsze dzieła afrofuturyzmu obejmują powieści Samuela R. Delany'ego i Octavii Butler, płótna Jean-Michela Basquiata i Angelberta Metoyera, oraz fotografię Renée Cox. Jeśli chodzi o muzyków afroturystycznych, wymienia się takich twórców jak: grającego awangardowy jazz Sun Ra; bliźniacze grupy muzyczne Parliament-Funkadelic; zespół Earth, Wind & Fire z ich otwartym afrocentrycznym symbolizmem, odważnymi strojami scenicznym oraz pełnymi nadziei wizjami suwerennej przyszłości czarnej społeczności; współpracę Herbie Hancocka z Robertem Springettem i innymi artystami wizualnymi podczas rozwijania jego użycia syntezatorów. Można również wspomnieć o takich twórcach jak Jonzun Crew, Warp 9, Deltron 3030, Kool Keith. Afrofuturyzm znajduje swe odbicie także w komiksie oraz kinie, do światowej popkultury przebiła się chociażby postać Czarnej Pantery z komiksów oraz filmów Marvela, który jest władcą afrofuturystycznego królestwa Wakanda.

## Historia

### Rozwój muzyki afrofuturystycznej w połowie i pod koniec XX wieku
Afrofuturyzm w muzyce reprezentuje diasporę muzyczną, która jest nietradycyjna i koncentruje się na temacie kosmosu, technologii oraz czarnej społeczności. Charakteryzuje się on silnym wykorzystaniem sztucznych dźwięków syntezatorów i automatów perkusyjnych przy jednoczesnym włączaniu lirycznych motywów historii czarnej społeczności i dumy kulturowej, postępu, duchowości oraz science fiction.

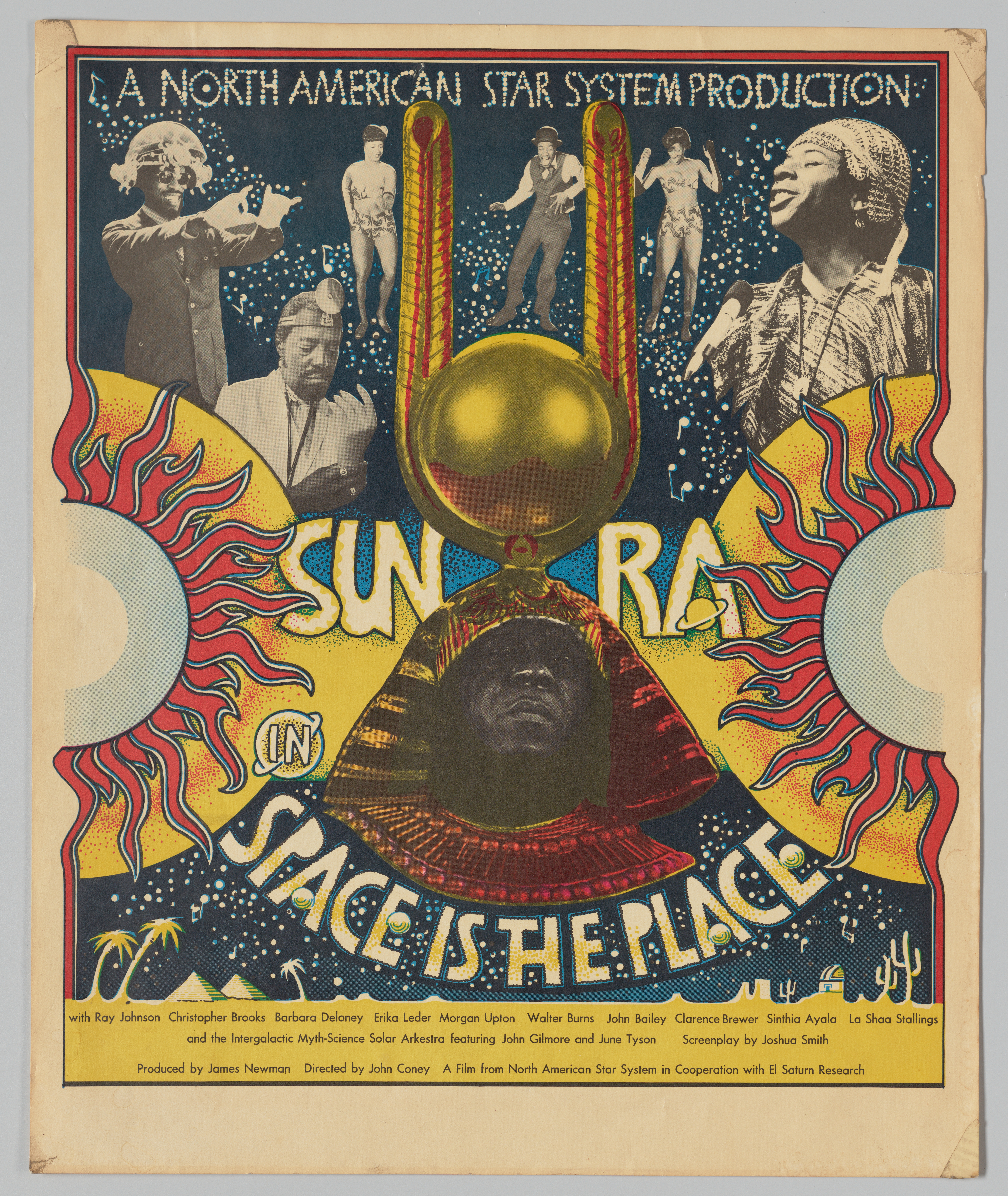
Plakat sztandarowego dla afrofuturyzmu filmu Space Is the Place (1974)

Jednym z najwcześniejszych przykładów tej estetyki można zobaczyć w filmie Space Is the Place, który przedstawia free jazzowy zespół Sun Ra zaangażowany w fabułę science fiction, w której muzyk zaczyna przygotowywać grupę młodych czarnych ludzi do kolonizacji innej planety, dając w ten sposób początek nowej afrocentrycznej cywilizacji na innej planecie.
Badania nad muzyką afrofuturystyczną podkreślają kwestionowanie przez ten gatunek norm dźwiękowych poprzez łączenie elementów występujących w hip-hopie, jazzie, R&B, funku i muzyce elektronicznej.  Łączenie różnych dźwięków i kultur w muzyce afrofuturystycznej podkreśla nadprzyrodzoną, alternatywną naturę, która definiuje większość dzieł afrofuturystycznych. Podczas wykonywania na żywo zaobserwowano, że gatunek ten łączy różne dźwięki i kultury dźwiękowe w afrykańskiej społeczności rozproszonej po całym świecie. Jamajsko-amerykański gospodarz imprez, DJ Kool Herc, był znanym DJ-em w latach 70. XX wieku. Był jednym z wielu DJ-ów na nowojorskiej scenie muzycznej w latach 70., odpowiedzialnych za łączenie charakterystycznych, potężnych systemów nagłośnieniowych Jamajki z R&B i rapem wraz z  basowymi gatunkami afroamerykańskimi. Ta kombinacja zmaksymalizowała immersję publiczności i możliwości opowiadania historii.  Współcześni muzycy afrofuturystyczni, tacy jak hip-hopowy duet Outkast i kompozytorka jazzowa Nicole Mitchell, mają w swoich aranżacjach i wykonaniach ślady wielokulturowych wpływów DJ-a Koola Herca, wykorzystując jego charakterystyczne izolacje rytmu i systemy nagłośnieniowe.

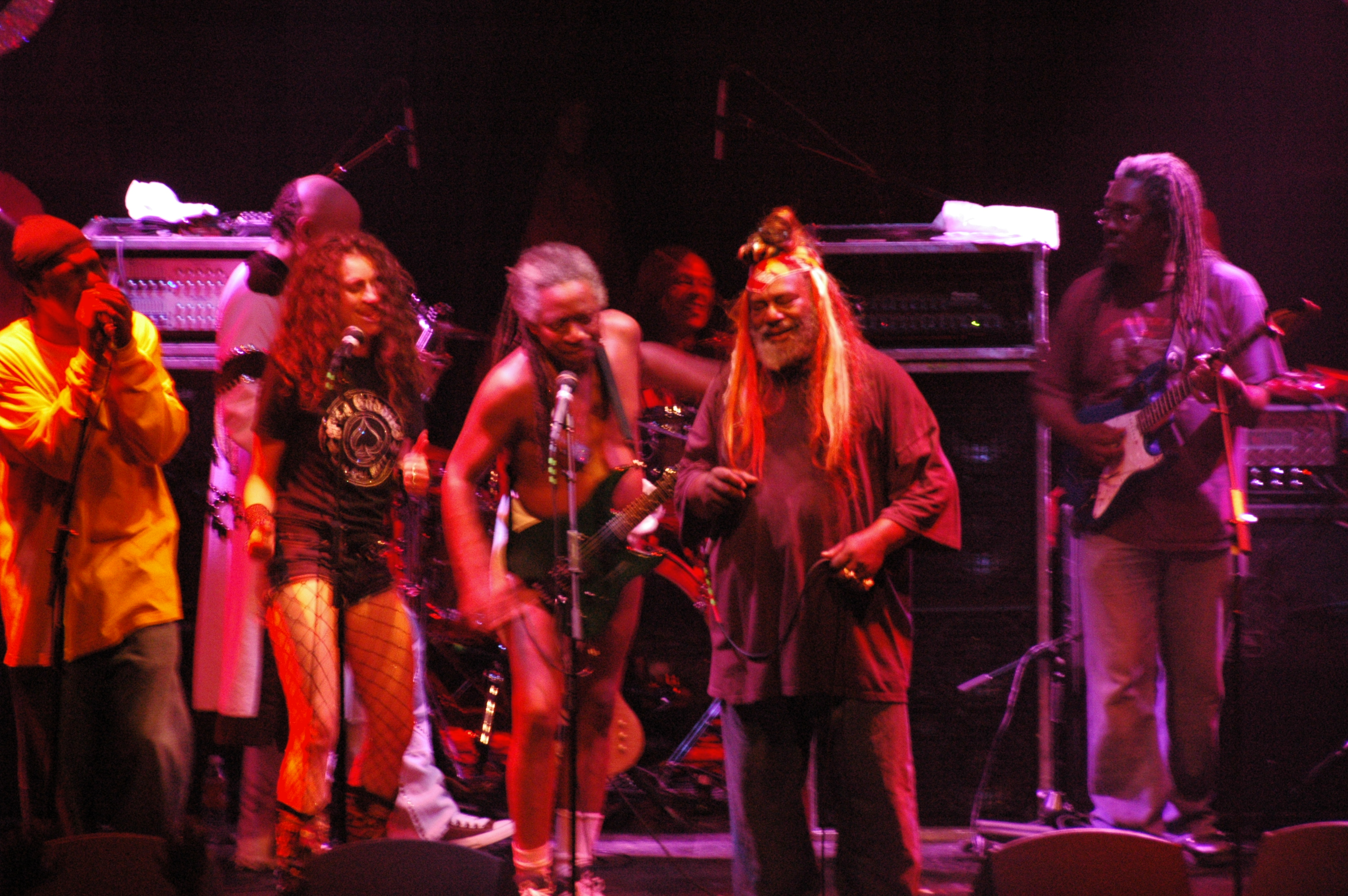
George Clinton i zespół Parliament w trakcie koncertu

Etykieta „afrofuturyzm” została również retrospektywnie zastosowana do George'a Clintona i jego zespołów Parliament i Funkadelic z jego magnum opus Mothership Connection (1975) oraz późniejszymi albumami The Clones of Dr. Funkenstein, P-Funk Earth Tour, Funkentelechy vs. the Placebo Syndrome i Motor Booty Affair. Dzieło i wygląd George'a Clintona ucieleśniają tematy afrofuturyzmu, prezentując błyszczącą, futurystyczną odzież zarówno na scenie, jak i poza nią, wykorzystując tematykę science fiction i kosmiczną na albumach oraz poruszając w swoich tekstach historię osób czarnoskórych. Mothership Connection (1975) zespołu Parliament został uznany za jego tematykę wyzwolenia czarnoskórych i kosmosu w aranżacji utworów, tekście i estetyce wizualnej albumu. Okładka albumu przedstawia czarnoskórą osobę, ubraną od stóp do głów w chrom, wiszącą na zewnątrz UFO w kosmosie. Na albumie pojawiają się również dwa alter ego Clintona, Lollipop Man i Star Child. Silne budowanie świata przez Parliament i Funkadelic oraz ustanowienie indywidualizmu i eskapizmu w ich twórczości przypisuje się częściowo ich uwzględnieniu postaci i alter ego w swojej muzyce. Alter ego pozostają stałym elementem muzyki afrofuturystycznej, a Janelle Monáe, znana współczesna artystka muzyczna, włącza postacie i science fiction do swojej muzyki i wizualizacji albumów.
Dotyczy to również twórczości Jimiego Hendrixa oraz albumu Electric Ladyland i utworu Third Stone from the Sun.
Zapoczątkowany przez Milesa Davisa trend do używania elektrycznych klawiatur, Herbie Hancock szybko rozwinął i docenił rolę dźwięków elektrycznych i syntetycznych w muzyce. W latach 70. i 80. XX wieku, coraz częściej używał elektroniki w swojej muzyce, jednocześnie przyjmując plemienne nazwy dla swojej grupy. Jego okładki płyt były bardzo ważnym elementem tej estetyki, z udziałem takich artystów jak Robert Springett, Victor Moscoso i Nobuyuki Nakanishi.
W 1975 roku japoński artysta Tadanori Yokoo wykorzystał elementy science fiction wraz z podziemnymi mitami wschodnimi, aby przedstawić zaawansowaną cywilizację w swoim projekcie okładki do albumu koncertowego afroamerykańskiego muzyka jazzowego Milesa Davisa Agharta.
Inni muzycy, którzy są zwykle uważani za pracujących w tradycji afrofuturystycznej lub silnie przez nią inspirowani, to producenci reggae Lee "Scratch" Perry i Scientist, artyści hip-hopowi Afrika Bambaataa i Tricky, muzycy elektroniczni Larry Heard, A Guy Called Gerald, Juan Atkins, Jeff Mills,  Newcleus,  i Lotti Golden & Richard Scher, autorzy „Light Years Away", opisanego jako „kamień węgielny wczesnego beatboxu afrofuturystycznego".
W latach 80. XX wieku rozwijająca się scena techno z Detroit również wypracowała futurystyczną wizję specyficzną dla czarnej społeczności podmiejskiej tego miasta.
Nowsze pokolenie artystów tworzy muzykę afrofuturystyczną na głównym nurcie – na przykład Janelle Monáe, Outkast, Missy Elliott, Solange, kompozytorka jazzowa Nicole Mitchel i Erykah Badu.

### Krytyka kulturowa w latach 90. XX wieku
Na początku lat 90. Mark Dery w swoim eseju z 1993 roku Black to the Future zaczął pisać o cechach, które jego zdaniem były wspólne dla afroamerykańskiej science fiction. Dery nazwał to zjawisko afrofuturyzmem.  O sztuce afrofuturystycznej pisali tacy uczeni jak Alondra Nelson, Greg Tate, Tricia Rose, Kodwo Eshun i inni. W wywiadzie Alondra Nelson wyjaśniła afrofuturyzm jako sposób patrzenia na pozycję podmiotu osób czarnoskórych, który obejmuje tematykę alienacji i aspiracji do utopijnej przyszłości. Często eksplorowanym tematem jest idea „obcego" lub „innego".
Ponadto Nelson twierdzi, że dyskusje na temat rasy, dostępu i technologii często wzmacniają niekrytyczne twierdzenia na temat tak zwanego „cyfrowego podziału". Nelson jest zdania, że cyfrowy podział nadmiernie podkreśla związek nierówności rasowej i ekonomicznej z ograniczonym dostępem do technologii, a to skojarzenie zaczyna następnie konstruować czerń „jako zawsze sprzeczną z technologicznie napędzanymi kronikami postępu".

### XXI wiek

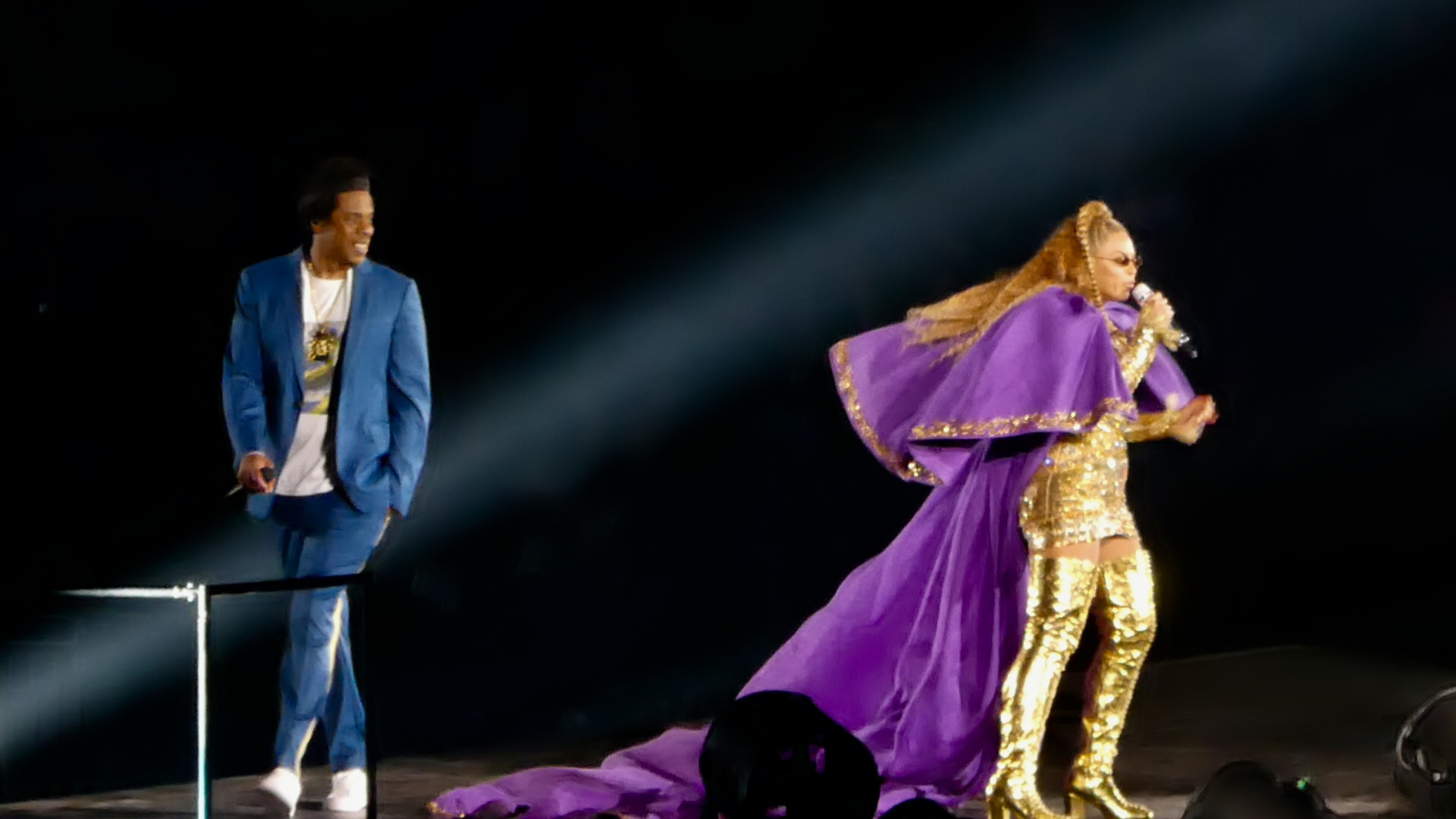
Beyonce na koncercie w Minneapolis

Współczesny afrofuturyzm często eksploruje obszary metafizyczne, takie jak kosmogonia, kosmologia i filozofia spekulatywna. Nowe pokolenie artystów muzycznych włącza elementy afrofuturyzmu do swojej muzyki i mody, w tym Solange Knowles, Rihanna i Beyoncé. Inni artyści, tacy jak Erykah Badu, Missy Elliott i Janelle Monáe, rozwijają te tematy, włączając do swojego stylu elementy cyborgów i metalicznych wizualizacji.
Innymi muzykami XXI wieku, których twórczość charakteryzuje się jako afrofuturstyczna, są wokalistka FKA Twigs, duet muzyczny Ibeyi, artysta muzyczny Spoek Mathambo, DJ/producent Ras G oraz muzyk i filmowiec Flying Lotus.